# روي كينير
روي كينير (بالإنجليزية: Roy Kinnear)‏ هو ممثل بريطاني، ولد في 8 يناير 1934 في المملكة المتحدة، وتوفي في 20 سبتمبر 1988 بمدريد في إسبانيا بسبب نوبة قلبية.

## أعمال

### أفلام
- (1966) شيء مضحك حدث في الطريق إلى المحكمة
- (1967) كيف ربحت الحرب
- (1970) سكروج
- (1971) ويلي ونكا ومصنع الشيكولاتة

## وصلات خارجية
- روي كينير على موقع IMDb (الإنجليزية)
- روي كينير على موقع الموسوعة البريطانية (الإنجليزية)
- روي كينير على موقع ألو سيني (الفرنسية)
- روي كينير على موقع ميوزك برينز (الإنجليزية)
- روي كينير على موقع تيرنر كلاسيك موفيز (الإنجليزية)
- روي كينير على موقع أول موفي (الإنجليزية)
- روي كينير على موقع قاعدة بيانات الأفلام السويدية (السويدية)
- روي كينير على موقع إن إن دي بي (الإنجليزية)
- روي كينير على موقع ديسكوغز (الإنجليزية)
- روي كينير على موقع قاعدة بيانات الفيلم (الإنجليزية)